# Gomphus schneiderii
Gomphus schneiderii – gatunek ważki z rodziny gadziogłówkowatych (Gomphidae). Występuje od południowych Bałkanów po Iran, południowy Turkmenistan i Afganistan.